# Alcanter de Brahm
Alcanter de Brahm, pseudônimo de Marcel Bernhardt, foi um poeta francês.

## As propostas de Alcanter de Brahm
Ele é conhecido por suas propostas de sinais de pontuação inusitados, que representariam diferentes emoções ou dariam novos sentidos às frases.
- – ponto de "ironia"

Os seguintes sinais de Pontuação foram 1966 por Hervé Bazin proposto não pela Alcanter de Brahm:
- – ponto de "dúvida"
- – ponto de "certeza"
- – ponto de "aclamação"
- – ponto de "autoridade"
- – ponto de "amor"

## Leitura complementar
- Irony punctuation (em inglês)